# Passage Brady
Passage Brady je pasáž v Paříži v 10. obvodu. Pasáž je od roku 2002 chráněná jako historická památka.

## Poloha
Pasáž vede od jihovýchodu na severozápad. Začíná v domě č. 43 v ulici Rue du Faubourg-Saint-Martin a končí v domě č. 46 na ulici Rue du Faubourg-Saint- Denis. Zhruba v polovině ji protíná Boulevard de Strasbourg.

## Historie
Pasáž byla pojmenována po svém staviteli, který se jmenoval Brady. Byla otevřena 15. dubna 1828. V letech 1852–1854 byl při přestavbě Paříže za Napoleona III. proražen Boulevard de Strasbourg jako spojnice mezi Grand Châtelet a Gare de l'Est. Tím byla střední část pasáže zbořena a rozdělena na dvě. Zároveň byla spodní část pasáže odkryta.

## Popis
Pouze horní část mezi Rue du Faubourg-Saint-Denis a Boulevardem de Strasbourg č. 33 je zakrytá skleněnou střechou a má tak charakter pasáže. Nachází se zde množství restaurací a holičství původem z Indie, Pákistánu, Mauricia a Réunionu. Druhá část pasáže je odkrytá, připomíná běžnou ulici a je charakteristická půjčovnami kostýmů. Pasáž stejně jako okolní zástavba již dlouho neprošla renovací.